# Derbé

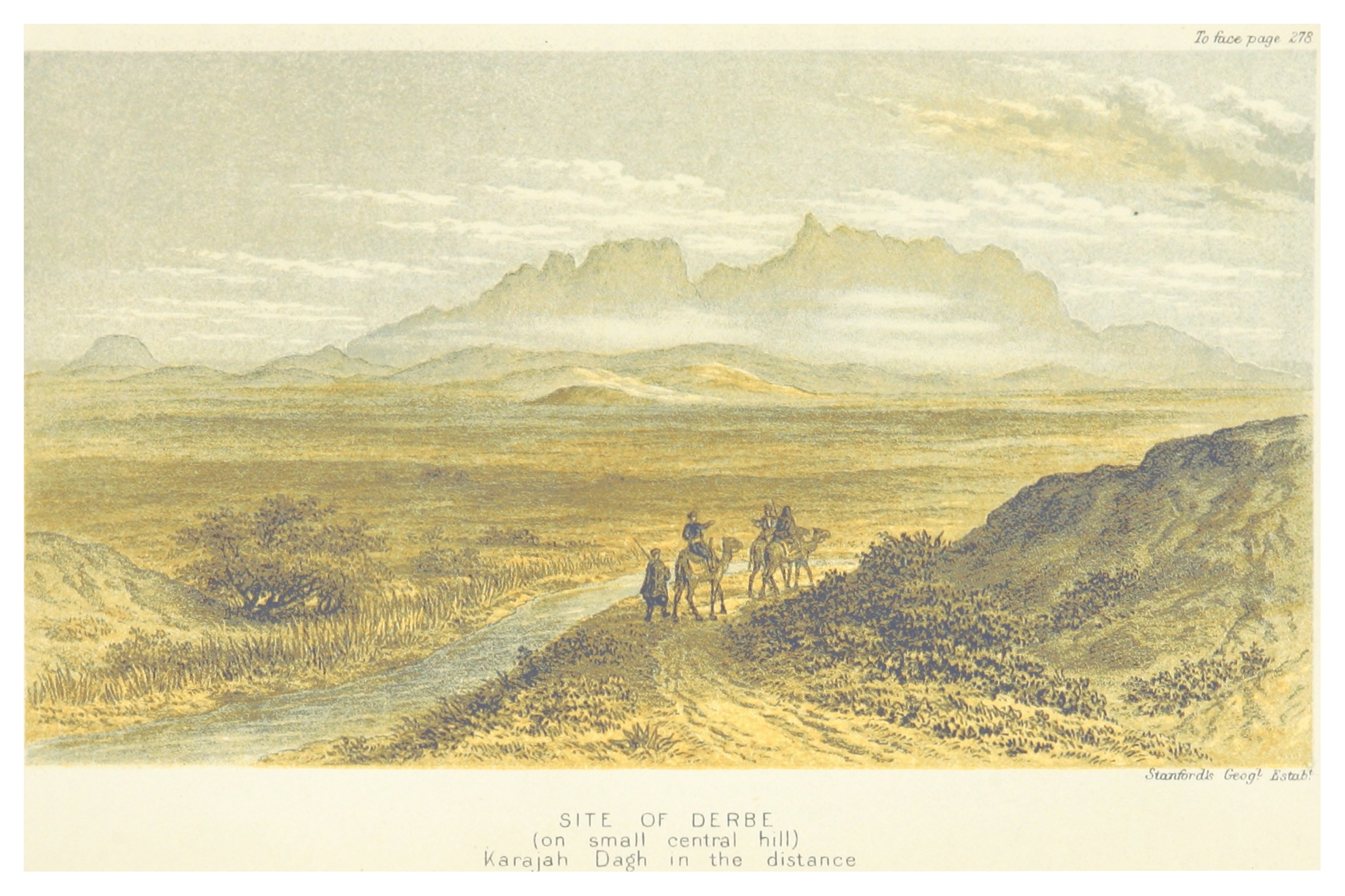
Site de Derbé avec les monts Karajh Dagh en arrière-plan (d'après E.J. Davis, 1879)

Derbé est une ancienne ville de Lycaonie, en Asie mineure, sur la route de Tarse à Iconium, à quelque distance de Lystre (dans la province d'Anatolie centrale de la Turquie moderne). C'est la seule ville mentionnée dans le Nouveau Testament où le message de l'Évangile a été accepté dès le début par ses habitants.

## Saint Paul à Derbé
La ville est mentionnée plusieurs fois dans le livre des Actes des Apôtres du Nouveau Testament. Elle reçoit par deux fois (48 et 51 AD)  la visite des apôtres Paul et Barnabé qui y fondent une communauté chrétienne. En 48 AD, après la lapidation manquée de Lystre, il se rend à Derbé « où il fait de nombreux disciples » (Ac 14 :21).  Il repasse par Derbé après l’assemblée de Jérusalem (vers 51 AD) pour y communiquer les décisions du concile et affermir la jeune communauté chrétienne (Ac 16:1). Au contraire d’Iconium et Lystre, les apôtres ne semblent pas y avoir rencontré de difficulté particulière.
Durant les premiers siècles de l’ère chrétienne un évêché a existé à Derbé. Des vestiges d’une église sont peut-être ce qui reste de la demeure du dernier évêque de Derbé (vers 1001). L’annuaire pontifical de l’Église catholique signale encore aujourd'hui l’ancienne ville comme « siège titulaire » d’un diocèse disparu.

## Localisation
La ville n’existe plus, et sa localisation exacte est l’objet de controverse. Le site le plus probable se trouve à quelque 24 kilomètres au nord-est de la ville de Karaman, en Anatolie (Turquie).